# Drymaria fenzliana
Drymaria fenzliana är en nejlikväxtart som beskrevs av John Isaac Briquet. Drymaria fenzliana ingår i släktet Drymaria och familjen nejlikväxter. Inga underarter finns listade i Catalogue of Life.